# Пустинен заек
Пустинният заек (Lepus tibetanus) е вид заек.

## Разпространение и местообитание
Видът е разпространен в северозападната част на Китай. Обитава пасища, пустинни и полупустинни области.

## Хранене
Пустинният заек е тревопасно животно, което се храни с корени, листа, стъбла, плодове и семена.